# 柏福氏大蜜鳥
柏福氏大蜜鳥（學名：Melidectes belfordi），是屬於吸蜜鳥科的鳥類，發現於新幾內亞，棲息在亞熱帶或熱帶的山地雨林。
其種小名belfordi是為了紀念一位薩摩亞族的酋長的兒子喬治‧貝爾福德（George Belford），該酋長曾於19世紀末英國統治新幾內亞時期，協助威廉‧麥奎格爵士（Sir William McGregor）採集自然標本。